# Miss Fortune
Miss Fortune ist eine 2012 gegründete Post-Hardcore-Band aus McAllen, Texas.

## Geschichte
Miss Fortune wurde 2012 im texanischen McAllen gegründet. Die Gruppe besteht aus Sänger Mikey Sawyer, den beiden Gitarristen Harley Graves und Josh Kikta Thelander, sowie aus Bassist Ian Marchionda und Schlagzeuger Jace Thomas. Ehemalige Musiker sind Schlagzeuger Luke Holland, Bassist Baker Smith und Sänger Eddie Cano. Sowohl die ehemaligen als auch die aktuellen Musiker spielen bzw. spielten bereits zuvor in bekannten Bands, darunter Close Your Eyes, The Word Alive, Make Me Famous und Famous Last Words.
Im Dezember 2013 unterschrieb die Band einen Vertrag bei der Plattenfirma Sumerian Records. Am 19. Mai 2014 wurde mit  A Spark to Believe das Debütalbum über Sumerian veröffentlicht. Im April und Mai 2014 tourte die Gruppe mit Like Moths to Flames und Ghost Town als Vorband für I See Stars. Es folgte eine Sommer-Tournee mit Outline in Color und The Animal in Me. Ursprünglich war geplant, dass Miss Fortune als Vorband auf der Get Real Tour von The Word Alive teilnimmt, jedoch wurde die Gruppe am 29. Oktober 2014 aus der Tourbesetzung gestrichen. Grund dafür war die Verhaftung des Sängers Mikey Sawyer aufgrund von häuslicher Gewalt. Am selben Tag gab Sumerian Records bekannt, aufgrund des Vorfalls nicht mehr mit der Gruppe zusammenarbeiten zu wollen und löste den Kontrakt auf. Am 4. November 2014 wurde Sawyer vom Tatvorwurf entlastet und aus dem Gefängnis entlassen.
Am 3. April 2020 erschien das zweite Album, das nach der Gruppe betitelt wurde, in Eigenregie. Am 25. Juni gleichen Jahres gab die Band bekannt, einen Vertrag mit We Are Triumphant unterschrieben zu haben. Über diesem Label soll noch 2020 eine EP unter dem Titel Cruel Summer erscheinen.

## Musikstil
Miss Fortune spielen eine melodische Variante des Post-Hardcore. Die Musik ist vergleichbar mit Emarosa, Akissforjersey, A Skylit Drive und die späten Woe, Is Me. Der Gesang kann mit Jonny Craig und Tyler Carter verglichen werden. Das britische Magazin Kerrang! schrieb, dass Miss Fortune „das verlorene Teil des Trios mit Pierce the Veil und Sleeping with Sirens“ sein könnte.

## Diskografie
- 2014: A Spark to Believe (Album, Sumerian Records)
- 2020: Miss Fortune (Album, Eigenproduktion)